# Абий Ахмед
Абий Ахмед Али (на оромо: Abiyyii Ahimad Alii) е етиопски офицер и политик от Оромската демократическа партия (ОДП) и Революционно-демократичния фронт на етиопските народи (РДФЕН). Служи като министър-председател на Етиопия от 2 април 2018 г. През октомври 2021 г. Абий Ахмед официално полага клетва за втори 5-годишен мандат.

## Биография
Ахмед е роден на 15 август 1976 година в Бешаша в семейството на мюсюлманин оромо и една от четирите му съпруги, етиопска православна амхарка, като самият той по-късно се присъединява към голямата петдесятническа Етиопска църква на вярващите в пълното евангелие. През 1991 година се включва в паравоенно формирование на ОДП, част от воюващата срещу диктатора Менгисту Хайле Мариам опозиционна армия. След свалянето му остава на служба в армията и прави кариера във военното разузнаване, достигайки до звание подполковник.
През 2010 година Абий Ахмед се уволнява от армията и е избран за депутат във федералния парламент от ОДП. През 2015 – 2016 година е министър на науката и техниката, след което става заместник-президент на региона Оромия. След продължителен период на политическа нестабилност, през февруари 2018 година министър-председателят Хайлемариам Десален подава оставка и в последвалата борба за наследството му в управляващата коалиция Ахмед е избран за ръководител на ОДП, РДФЕН и за министър-председател на Етиопия.
Възползвайки се от широката популярност след избора си, Абий Ахмед предприема поредица от бързи реформи. Премахнати са репресивните закони срещу опозицията, освободени са хиляди политически затворници, а режимът на медиите е либерализиран. Обявени са планове за широка приватизация и дерегулиране на икономиката. През юни 2018 година той предава на Еритрея спорния град Бадме, с което фактически въвежда в действие сключения през 2000 година мирен договор между двете страни и дава възможност за нормализация на отношенията между тях. Инициира и други опити за преодоляване на конфликти в региона.
През 2019 година Абий Ахмед получава Нобелова награда за мир „за неговите усилия за постигане на мир и международно сътрудничество и особено за решителната му инициатива за разрешаване на граничния конфликт със съседна Еритрея“.